# Sun’an
Sun’an (kor. 순안구역, Sun’an-guyŏk) – jedna z 19 dzielnic stolicy Korei Północnej, Pjongjangu. Znajduje się w północnej części miasta. W 2008 roku liczyła 91 791 mieszkańców. Składa się z 5 osiedli (kor. dong) i 9 wsi (kor. ri). Graniczy z powiatami Taedong i P’yŏngwŏn od zachodu (prowincja P’yŏngan Południowy), od północy z miastem P’yŏngsŏng, od wschodu z miastem P’yŏngsŏng i należącą do Pjongjangu dzielnicą Ryongsŏng, a także z dzielnicą Hyŏngjesan od południa.

## Historia
W dawnych czasach dzielnica stanowiła powiat. W 1914 roku tereny dzielnicy weszły w skład powiatu P’yŏngwŏn (prowincja P’yŏngan Południowy), by w 1952 roku odzyskać rangę samodzielnego powiatu. W 1972 Sunan znalazł się jednak w administracyjnych granicach stolicy Korei Północnej, Pjongjangu.

## Podział administracyjny dzielnicy
W skład dzielnicy wchodzą następujące jednostki administracyjne:
| Nazwa jednostki administracyjnej | Rodzaj jednostki administracyjnej | Hangul | Hancha |
| -------------------------------- | --------------------------------- | ------ | ------ |
| Sinsŏng-dong                     | osiedle                           | 신성동 | 新成洞 |
| Yŏkjŏn-dong                      | osiedle                           | 역전동 | 驛前洞 |
| Namsan-dong                      | osiedle                           | 남산동 | 南山洞 |
| Sŏkbak-dong                      | osiedle                           | 석박동 | 石博洞 |
| Taeyang-dong                     | osiedle                           | 대양동 | 大陽洞 |
| Osan-ri                          | wieś                              | 오산리 | 梧山里 |
| Tongsan-ri                       | wieś                              | 동산리 | 東山里 |
| Gusŏ-ri                          | wieś                              | 구서리 | 九瑞里 |
| Anhŭng-ri                        | wieś                              | 안흥리 | 安興里 |
| T’aek'am-ri                      | wieś                              | 택암리 | 宅庵里 |
| Sanyang-ri                       | wieś                              | 산양리 | 山陽里 |
| Ryongbok-ri                      | wieś                              | 룡복리 | 龍伏里 |
| Chaegyŏng-ri                     | wieś                              | 재경리 | 在京里 |
| Ch'ŏndong-ri                     | wieś                              | 천동리 | 川東里 |

## Ważne miejsca na terenie dzielnicy
- Port lotniczy Pjongjang-Sunan